# Zeiskam

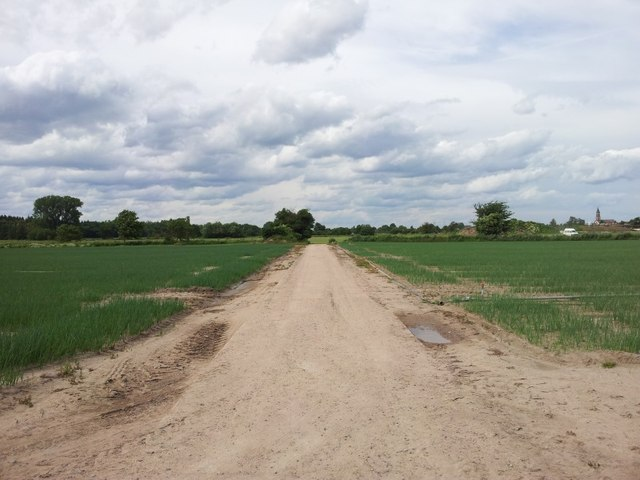
Landschaftsbild von Zeiskam

Zeiskam ist eine Ortsgemeinde im Landkreis Germersheim in Rheinland-Pfalz. Sie gehört der Verbandsgemeinde Bellheim an. Zeiskam wird im Pfälzischen Dialekt auch „Zäskäm“ oder „Zäsim“ genannt.

## Geographie

### Geographische Lage
Der Ort liegt in der Südpfalz zwischen Germersheim und Landau in der Pfalz. Zur Gemeinde gehören zusätzlich die Wohnplätze Am Mühlweg, Binsenhof, Im Briefel, Im Häg, Klosterhof, Zeiskamer Mühle und Birkenhof. Im Süden der Gemarkung erstreckt sich der Bellheimer Wald.

### Gewässer
Im Süden der Gemeinde (Zeiskamer Mühle) verläuft der Unterlauf der Queich, die in Germersheim in den Rhein mündet. Außerdem fließen durch Zeiskam die Druslach und der Hofgraben, Abzweigungen vom Fuchsbach, der wiederum eine Ableitung der Queich ist, sowie der von der Haardt kommende Hainbach. Um den Fuchsbach rankt sich eine Zeiskamer Legende, auf die angeblich das charakteristische Bewässerungssystem in Zeiskam zurückzuführen ist. Ganz im Norden reicht die Gemeindegemarkung bis an den Bruchbach heran.

## Geschichte

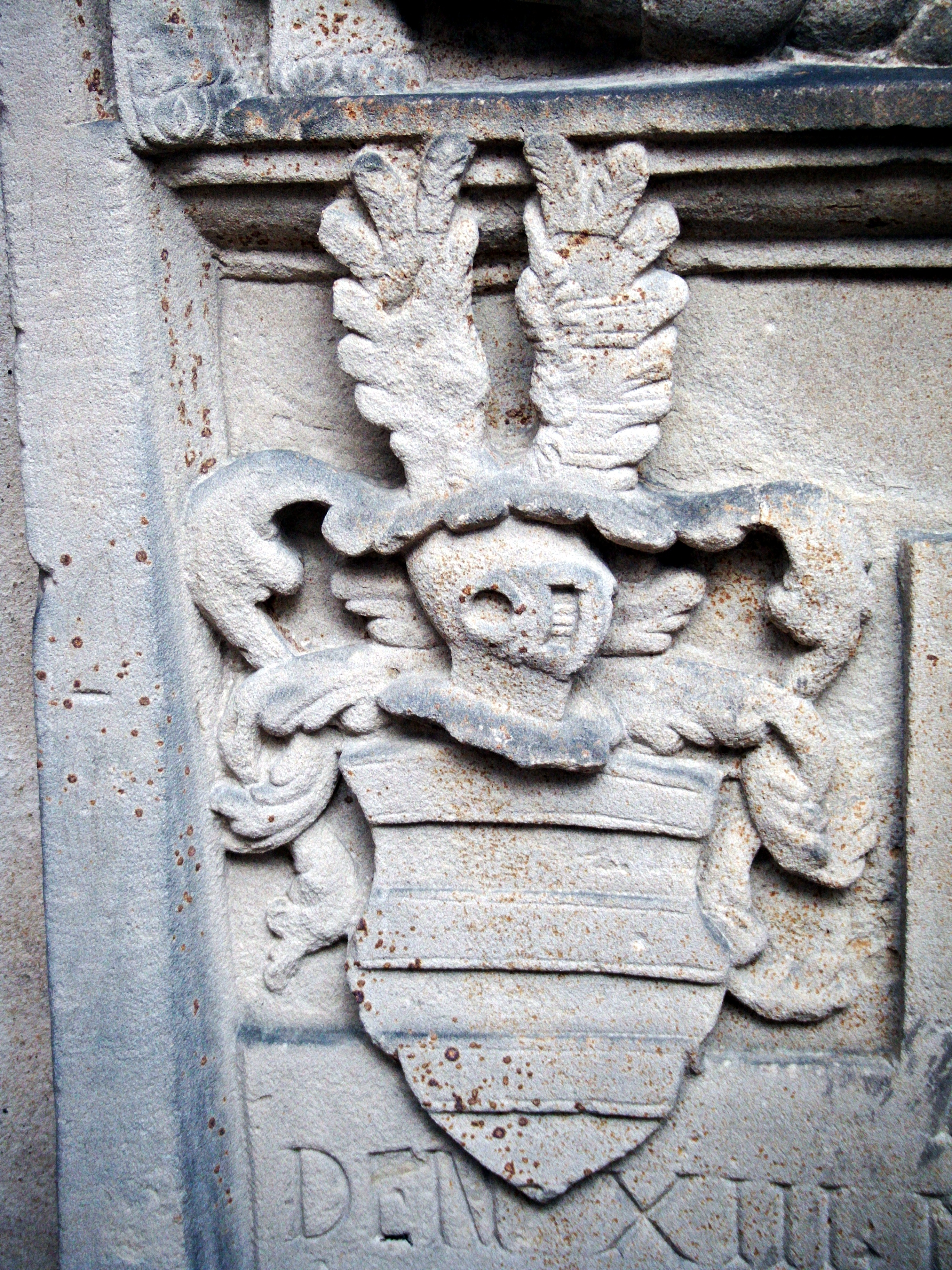
Wappen der Herren von Zeiskam auf dem Epitaph des Wilhelm von Löwenstein († 1579), Pfarrkirche St. Ulrich, Deidesheim

Der Ort wurde 774 erstmals im Lorscher Codex als Zezzincheim urkundlich erwähnt. Er ist Stammsitz der „Edlen von Zeiskam“ (960–1604), deren letzter Vertreter Wilhelm Christof hieß.
In der Nähe von Zeiskam stand die Johanniterorden Komturei Heimbach. Sie wurde im Pfälzischen Bauernkrieg 1525 zerstört.
Bis zum Ende des 18. Jahrhunderts gehörte der Ort zur Kurpfalz und unterstand dort dem Oberamt Germersheim. Die Inbesitznahme des Linken Rheinufers durch französische Revolutionstruppen beendete die alte Ordnung. Der Ort wurde von 1798 bis 1814 Teil der Französischen Republik (bis 1804) und anschließend des Französischen Kaiserreichs. Er wurde Sitz einer Mairie, die dem Kanton Germersheim des Arrondissements Speyer im Département Donnersberg zugeordnet war. Nach der Niederlage Napoleons fiel auf dem Wiener Kongress die linksrheinische Pfalz 1815 zunächst an Österreich und 1816 aufgrund des Vertrags von München schließlich an das Königreich Bayern.
Von 1818 bis 1862 gehörte die Gemeinde dem Landkommissariat Germersheim an; aus diesem ging das Bezirksamt Germersheim  hervor.
Als Folge des Ersten Weltkriegs war die gesamte Region dem französischen Abschnitt der Alliierten Rheinlandbesetzung zugeordnet. Seit 1939 ist der Ort Bestandteil des Landkreises Germersheim.  Nach dem Zweiten Weltkrieg wurde Zeiskam innerhalb der französischen Besatzungszone Teil des damals neu gebildeten Landes Rheinland-Pfalz.
Im Zuge der ersten rheinland-pfälzischen Verwaltungsreform wurde die Gemeinde 1972 in die neu geschaffene Verbandsgemeinde Bellheim eingegliedert. Im Jahr 2000 wurde Zeiskam Landessieger im Wettbewerb Unser Dorf soll schöner werden.

## Bevölkerung

### Einwohnerentwicklung
Wenn nicht gesondert aufgeführt, ist die Quelle der Daten das Statistische Landesamt Rheinland-Pfalz.
| Jahr | Einwohner |
| ---- | --------- |
| 1802 | 1.071     |
| 1815 | 1.506     |
| 1835 | 1.703     |
| 1849 | 1.840     |
| 1861 | 1.824     |
| 1871 | 1.769     |
| 1905 | 1.877     |

| Jahr | Einwohner |
| ---- | --------- |
| 1939 | 1.892     |
| 1950 | 2.155     |
| 1965 | 1.963     |
| 1970 | 1.902     |
| 1975 | 1.854     |
| 1980 | 1.815     |
| 1985 | 1.755     |

| Jahr | Einwohner |
| ---- | --------- |
| 1990 | 1.853     |
| 1995 | 2.043     |
| 2000 | 2.163     |
| 2005 | 2.270     |
| 2010 | 2.205     |
| 2015 | 2.247     |
| 2023 | 2.175     |

### Konfessionsstatistik

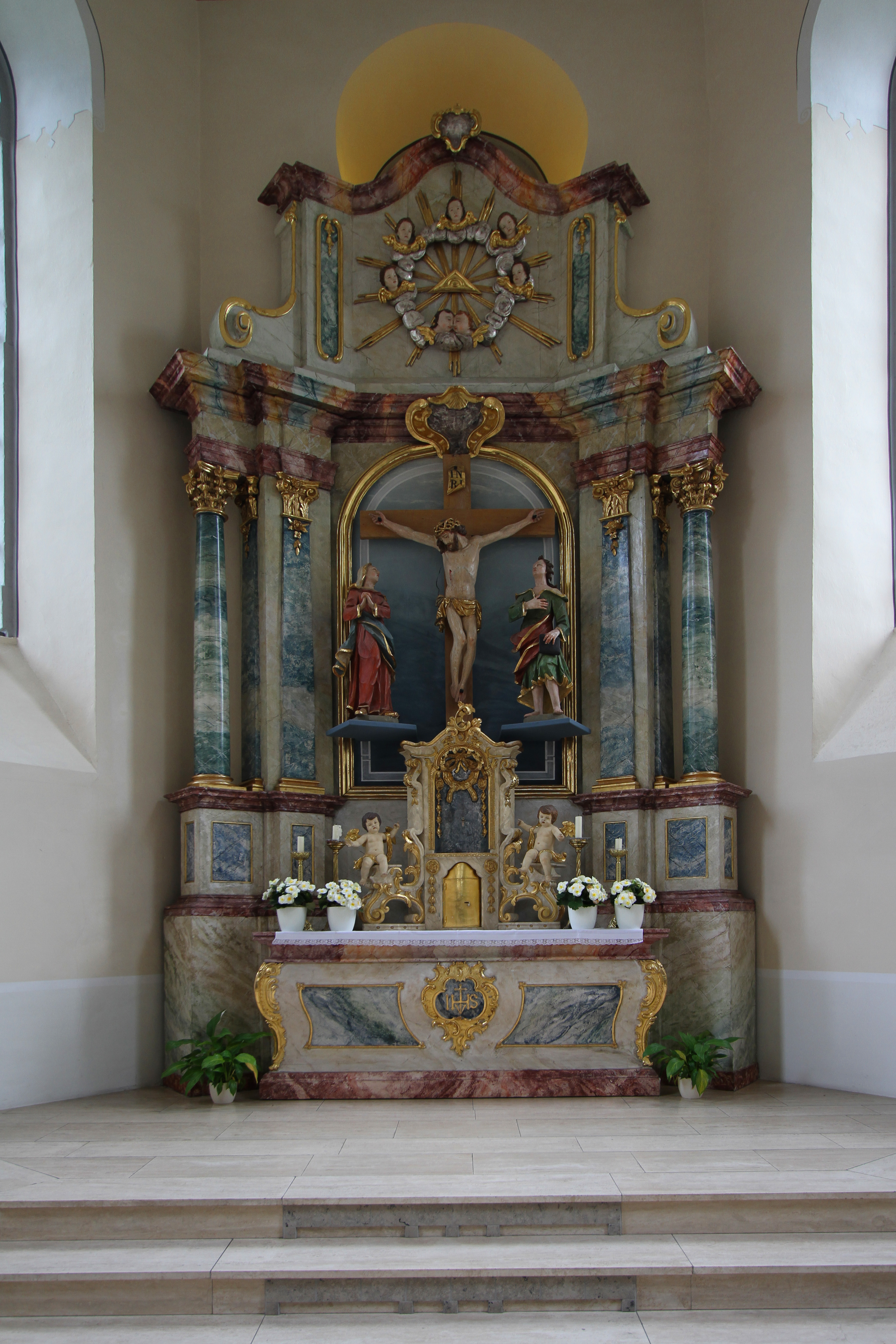
Barocker Hauptaltar in St. Bartholomäus

Mit Stand 30. Juni 2005 waren von den Einwohnern 44,4 % evangelisch, 34,5 % katholisch und 21,1 % waren konfessionslos oder gehörten einer anderen Glaubensgemeinschaft an. Der Anteil der Protestanten und Katholiken an der Gesamtbevölkerung ist seitdem gesunken. Derzeit (Stand 31. Januar 2025) liegt der Anteil der evangelischen Bürger bei 31,7 %, der katholischen bei 29,8 % und der Sonstigen bei 38,5 %
Im Jahr 1871 waren von insgesamt 1.769 Einwohnern 1.233 evangelisch (70 %) und 536 katholisch (30 %).

## Politik

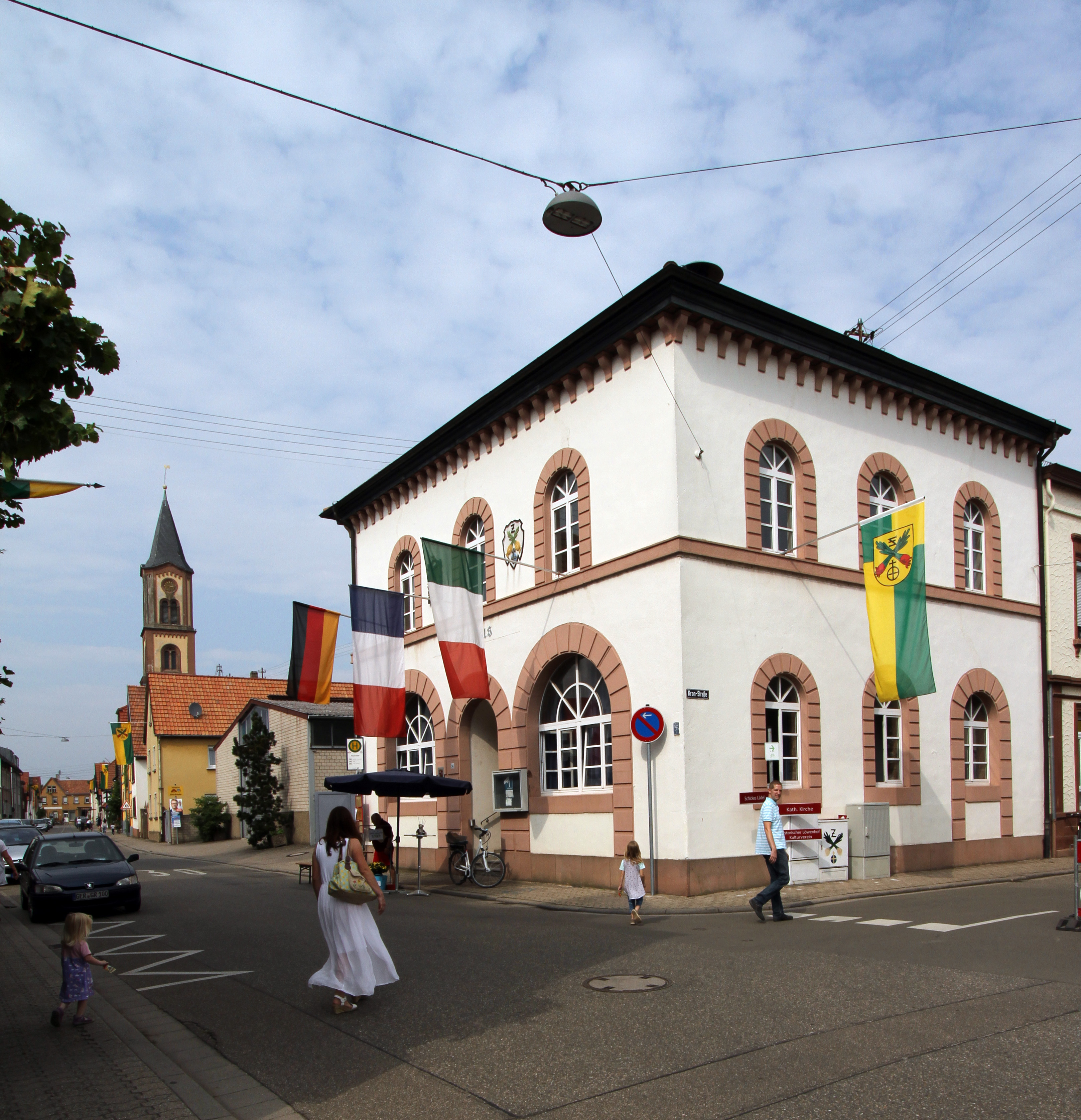
Rathaus

### Gemeinderat
Der Gemeinderat in Zeiskam besteht aus 16 Ratsmitgliedern, die bei der Kommunalwahl am 9. Juni 2024 in einer personalisierten Verhältniswahl gewählt wurden, und der ehrenamtlichen Ortsbürgermeisterin als Vorsitzender.
Die Sitzverteilung im Gemeinderat:
| Wahl | SPD | CDU | FWG | BfZ | Gesamt   |
| ---- | --- | --- | --- | --- | -------- |
| 2024 | –   | 2   | 10  | 4   | 16 Sitze |
| 2019 | –   | 3   | 9   | 4   | 16 Sitze |
| 2014 | 6   | 4   | 6   | –   | 16 Sitze |
| 2009 | 3   | 4   | 9   | –   | 16 Sitze |
| 2004 | 3   | 4   | 9   | –   | 16 Sitze |

- FWG = Freie Wähler Gruppe VG Bellheime e. V.
- BfZ = Bürger für Zeiskam e. V.

### Bürgermeister
Susanne Lechner (FWG) wurde am 24. Juni 2019 Ortsbürgermeisterin von Zeiskam. Bei der Direktwahl am 26. Mai 2019 war sie mit einem Stimmenanteil von 61,11 % gewählt worden. Bei der Direktwahl am 9. Juni 2024 wurde sie als einzige Bewerberin mit 81,1 % für weitere fünf Jahre in ihrem Amt bestätigt.
Bürgermeister seit 1800; Quelle bis 1974:
| Jahr      | Bürgermeister         |
| --------- | --------------------- |
| 1797–1812 | Tobias Guth           |
| 1813–1839 | Konrad Guth           |
| 1839–1843 | Andreas Löffler       |
| 1843–1848 | Konrad Frey           |
| 1848–1879 | Jakob Sutter          |
| 1879–1885 | Peter Wolf            |
| 1885–1892 | Adam Bräunig          |
| 1892–1895 | Johannes Sutter       |
| 1895–1915 | Jakob Bräunig         |
| 1915–1919 | Johann Friedrich Guth |
| 1919–1920 | Friedrich Herzog      |
| 1920–1922 | Jakob Seiler          |
| 1922–1929 | Fritz Mees            |

| Jahr      | Bürgermeister         |
| --------- | --------------------- |
| 1929–1933 | Theodor Wolf          |
| 1933–1934 | Hermann Stubenbordt   |
| 1934–1945 | Jakob Sutter          |
| 1945–1946 | Theodor Wolf          |
| 1946–1953 | Otto Wolf             |
| 1953–1969 | Arthur Bräunig        |
| 1969–1981 | Heinrich Butz         |
| 1981–1989 | Emil Först            |
| 1989–2009 | Roland Humbert        |
| 2009–2014 | Peter Herzog (FWG)    |
| 2014–2019 | Klaus Weiß (SPD)      |
| seit 2019 | Susanne Lechner (FWG) |

### Wappen
| Banner, Wappen und Hissflagge |  |
|                               |  |
|                               |  |

Die Wappenbeschreibung lautet: „In Silber zwei schräggekreuzte natürliche Zwiebeln mit grünen Röhren, oben bewinkelt von einem schwebenden schwarzen Großbuchstaben Z, unten von einem Dorfzeichen in Form einer von einem goldenen griechischen Kreuz überhöhten blauen Scheibe“.
Es geht zurück auf ein Siegel aus dem Jahr 1571.

### Gemeindepartnerschaften
- Seit 2001 besteht eine Partnerschaft mit Roccastrada in der Toskana in Italien.[16]
- Im Januar 2008 hat der Gemeinderat von Zeiskam beschlossen, eine weitere Partnerschaft mit Monts in Frankreich einzugehen. Die feierliche Besieglung dieser Partnerschaft fand am 11. Oktober 2008 statt.

## Kultur und Sehenswürdigkeiten

### Kulturdenkmäler

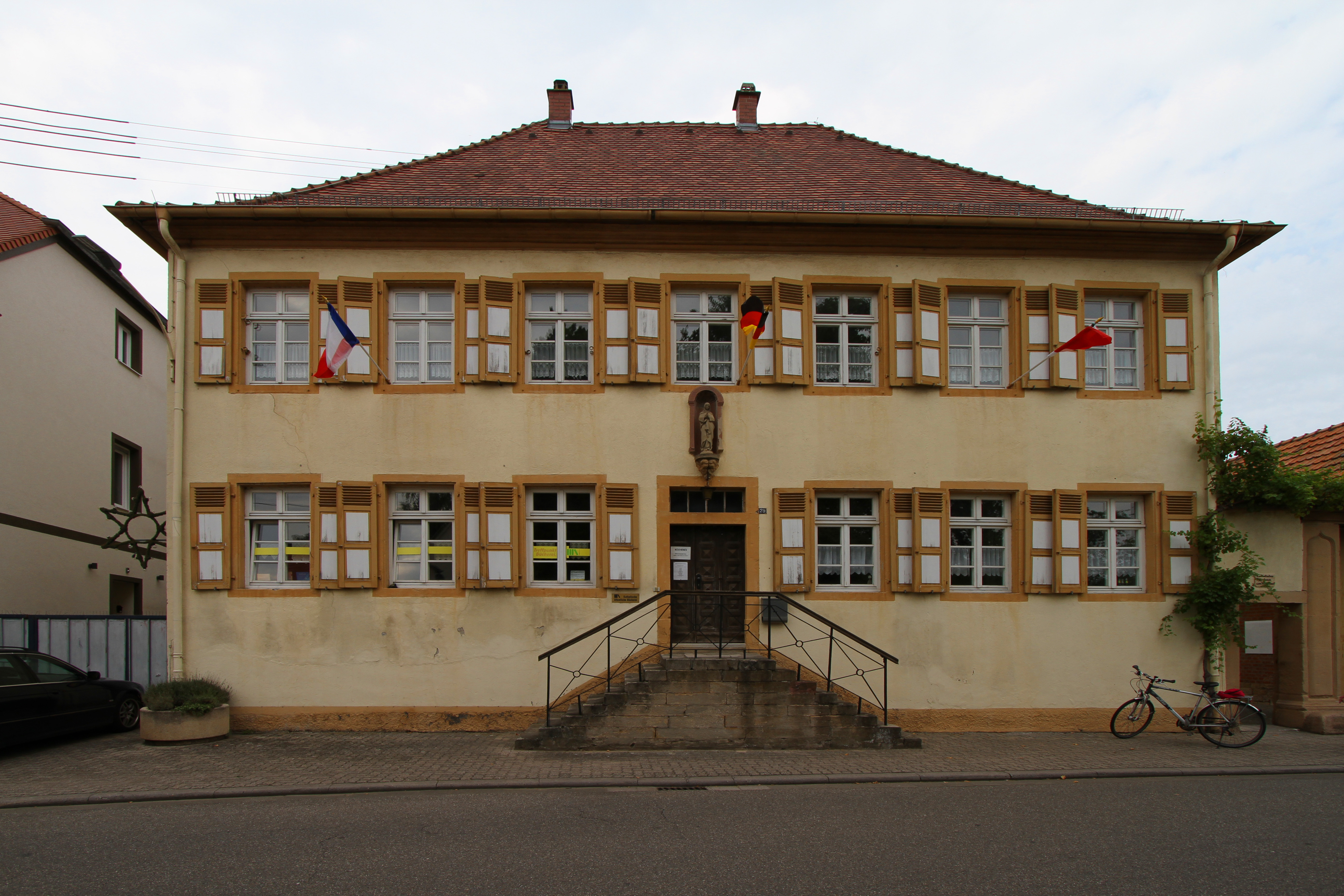
Denkmalgeschützter Pfarrhof

Der Ortskern ist als Denkmalzone ausgewiesen.
Hinzu kommen außerdem zahlreiche Einzelobjekte, die unter Denkmalschutz stehen, darunter die folgenden:
- Rathaus, erbaut 1833, zweistöckig, klassizistisch von Leo von Klenze, dem Architekten des Königs Ludwig I. von Bayern
- Katholische Kirche St. Bartholomäus, erbaut 1754/55, zwei Barock-Altäre und eine Rokoko-Kanzel (1838–1844)
- Evangelische Kirche, erbaut 1838/1844 nach Plänen von August von Voit, neuromanisch, wertvolle Orgel

### Sonstige Bauwerke

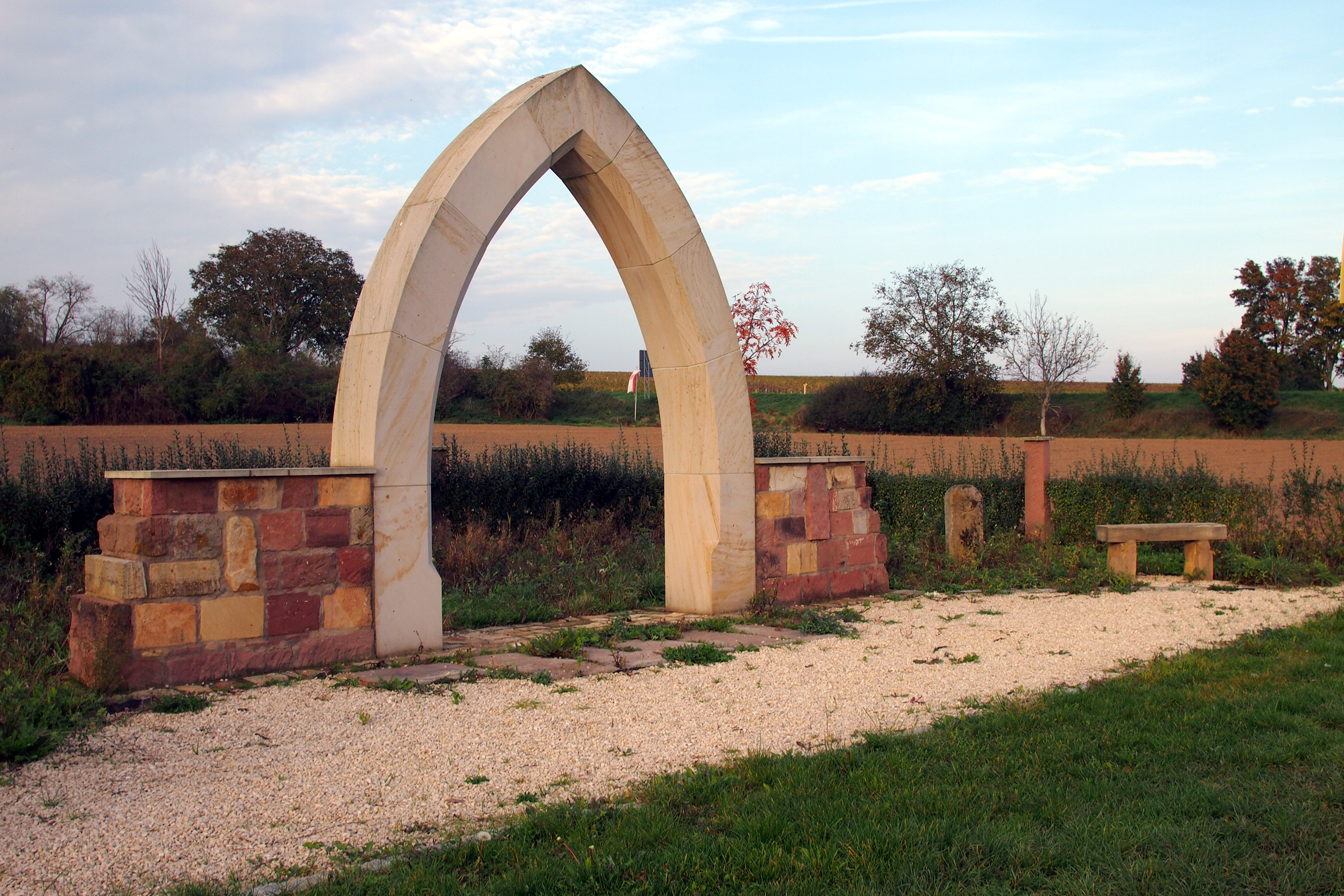
Gotischer Spitzbogen als Reminiszenz an die Komturei Heimbach

- Bierkeller, erbaut 1842, historischer Gewölbekeller zur Einlagerung von Natureis, das zur Bierkühlung verwendet wurde
- Geburtshaus des napoleonischen Generals Jacob-François Marulaz (1769–1842) in der Kronstraße 26
- Gotischer Spitzbogen, Denkmal am Standort der ehemaligen Klosterkirche der Komturei Heimbach (seit Frühjahr 2011)

### Natur
Mit den Kastanien beim Bahnhof Zeiskam existiert innerhalb des Gemeindegebiets ein Naturdenkmal.

### Kunst
Das Künstlergästehaus Gawrisch in der Hauptstraße 14 unterstützt und fördert vorzugsweise osteuropäische Künstler. Das Stipendium setzt eine fundierte abgeschlossene akademische Ausbildung voraus.

### Kultur
In Zeiskam existieren mehrere kulturell tätige Vereine, unter anderem wurde innerhalb der Gemeinde 1885 der erste Posaunenchorverein Deutschlands gegründet.

### Veranstaltungen
- Gesellschaftsball (1. Samstag im Januar, Veranstalter: Liederkranz-Chöre)
- Faschingsball (Veranstalter: TB Jahn Zeiskam)
- Gesellschaftsball (2. Samstag nach Fasching, Veranstalter: Gesangverein Frohsinn)
- Osterturnier – Judoturnier Altersklasse U11 und U14 (2 Wochen vor Ostern, Veranstalter: 1. Budoclub Zeiskam)
- Karfreitag Fischessen (Veranstalter: AV Petri Heil Zeiskam)
- Fußball – Wochenturnier (Veranstalter: TB Jahn Zeiskam)
- Pfingstturnier mit Springen und Fahren (Veranstalter: Reit- und Fahrverein)
- Fischerfest (Veranstalter: AV Petri Heil Zeiskam)
- Wein- und Musikfest (letztes Juni-Wochenende, Veranstalter: Cäcilienverein)
- Zwewwelfescht (1. August-Wochenende, Veranstalter: Gesangverein Frohsinn)
- Kirwe (Letztes August-Wochenende, Veranstalter: Gemeinde Zeiskam)
- Kirwelauf (Kirwemontag, Veranstalter: 1. Budoclub Zeiskam)
- Tennis – LK-Turnier Valentinscup (Veranstalter: TC 86 Zeiskam e. V.)
- Wein- und Kelterfest (Letztes September-Wochenende, Veranstalter: Liederkranz-Chöre)

1982 fand außerdem in der Gemeinde die Deutsche Meisterschaft im Voltigieren statt.

### Die Zwiebelhoheiten
Erstmals im Jahr 1999, zur 1225-Jahr-Feier, wurde mit Miriam I. eine Zwiebelkönigin gewählt. Seitdem wird im Ein- bis Zwei-Jahres-Rhythmus zum Kirweauftakt eine neue Hoheit gekrönt. Die Hoheiten repräsentieren Zeiskam bundesweit bei Messen, Festumzügen und sogar europaweit in den Partnergemeinden. Seit 2006 wird die Zwiebelkönigin durch eine Zwiebelprinzessin an ihrer Seite unterstützt, damit sie zusammen die inzwischen sehr zahlreichen Termine besser wahrnehmen können.

## Wirtschaft und Infrastruktur

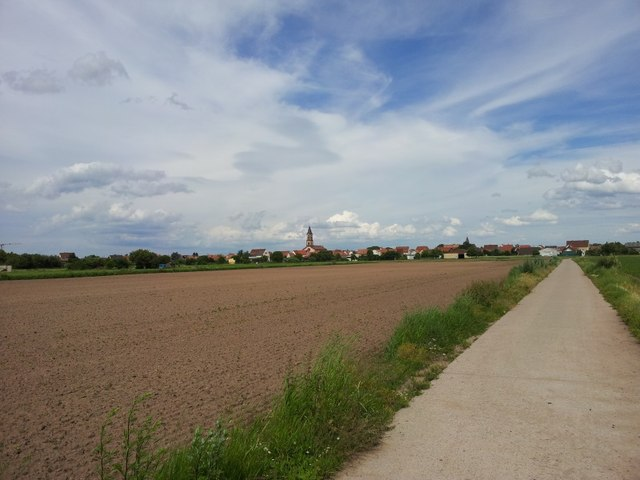
Landwirtschaftlich genutzte Fläche innerhalb von Zeiskam

### Wirtschaft
Zeiskam ist für seinen Gemüsebau bekannt. Dabei ist traditionell bedeutend vor allem der Anbau von Zwiebeln. Die landwirtschaftliche Genossenschaft „Pfalzmarkt“ mit Sitz in Mutterstadt betreibt in Zeiskam eine Außenstelle. Der Anteil der in der Landwirtschaft Erwerbstätigen ist rückläufig, dennoch existieren große landwirtschaftliche Betriebe mit insgesamt 499 Hektar Landwirtschaftsfläche, die bis in die Gegenwart zum landwirtschaftlichen Charakter beitragen.
Im Süden der Gemeinde befindet sich das Gewerbegebiet „In der Sauheide“, in dem sich mehrere Unternehmen angesiedelt haben, darunter verschiedene Transport- und Baustoffunternehmen sowie ein Getränkegroßhandel.

### Verkehr
Nördlich der Gemeinde verläuft die Bundesstraße 272, die von Landau (A 65) nach Schwegenheim (B 9) führt. Entlang des westlichen Siedlungsrandes verläuft die Landesstraße 540, die nach Hochstadt und Bellheim führt. Die in der Ortsmitte von ihr abzweigende Kreisstraße 1 führt nach Freimersheim.

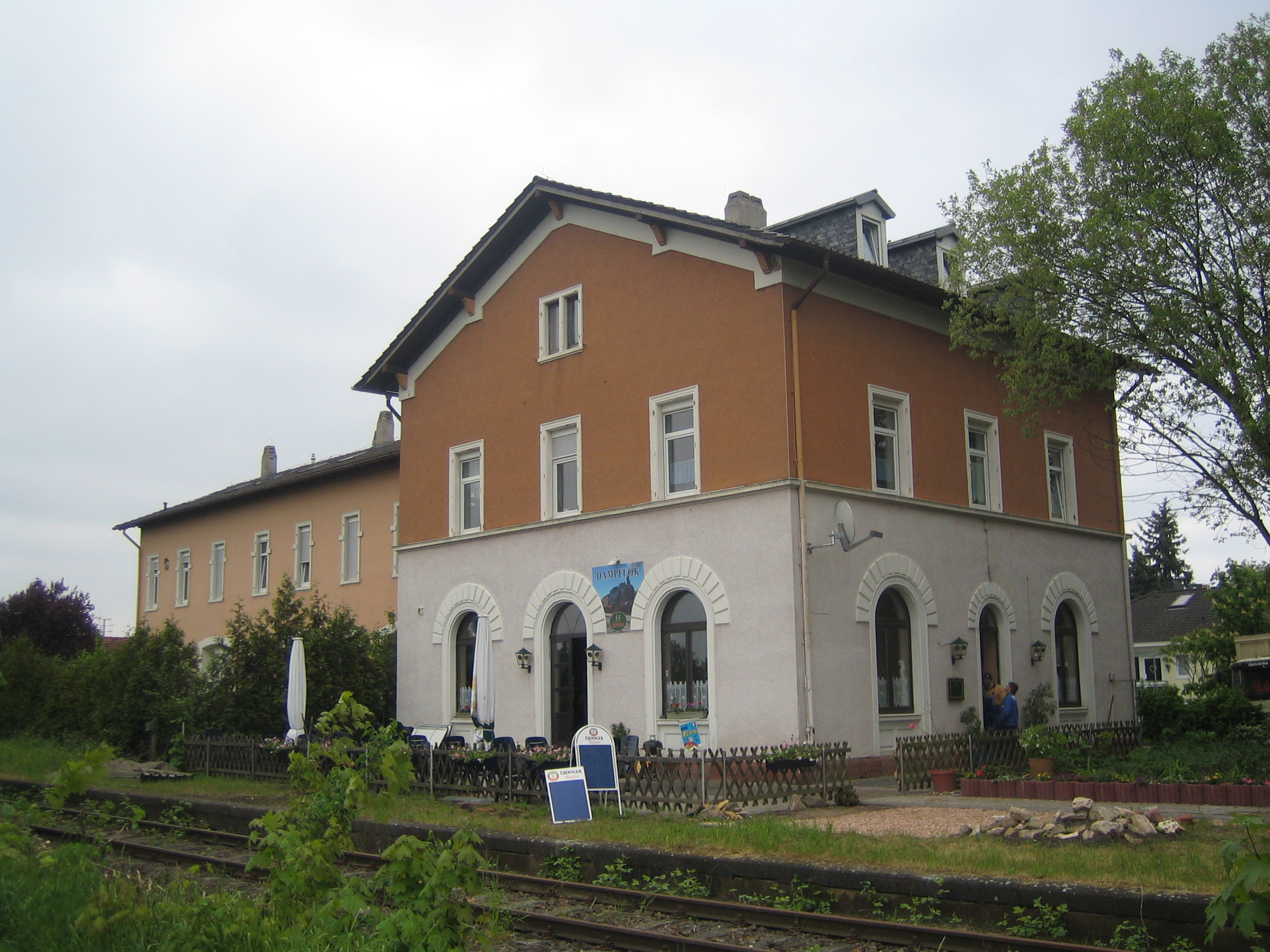
Früherer Bahnhof Zeiskam

Zeiskam war über die Bahnstrecke Germersheim–Landau an das Schienennetz angeschlossen. Die Verbindung wurde 1998 jedoch stillgelegt, nachdem bereits 1984 der Personen- und 1991 der Güterverkehr beendet wurde. Seit 2006 wird sie touristisch wieder für Draisinenverkehr genutzt. Im gewöhnlichen Verkehr ist die Gemeinde über die Buslinie 590, die eine Verbindung mit Landau und Germersheim herstellt, an das Nahverkehrsnetz angebunden.

### Behörden
Die Gemeinde gehört zum Zuständigkeitsbereich des Amtsgericht Germersheim.

### Tourismus
Durch Zeiskam verläuft der Kraut-und-Rüben-Radweg.

## Persönlichkeiten

### Ehrenbürger
Zeiskam verlieh vier Personen die Ehrenbürgerwürde.
- Paul von Hindenburg (1847–1934), Reichspräsident
- Johann Vogel (1865–1935), Oberlehrer
- Roland Humbert (* 1942), Bürgermeister von 1989 bis 2009, verliehen am 14. Januar 2012 für seine Verdienste um die Gemeinde
- Fritz Riemer (* 1948), Ratsmitglied, 1. Beigeordneter und Landwirtschaftlicher Beauftragter, wurde im Juni 2018 für seine jahrzehntelangen Einsatz um Zeiskam geehrt[20]

### Söhne und Töchter der Gemeinde
- Jacob François Marola, genannt Marulaz (* 6. November 1769; † 10. Juni 1842 auf Schloss Filain), Generalmajor, wurde auf dem Arc de Triomphe de l’Étoile verewigt
- Friedrich Humbert (1887–1941), Politiker (SPD)
- Josef Braun (1889–1955), Politiker (CDU), Oberbürgermeister von Mannheim, Landtagsabgeordneter
- Otto Herzog (1900–1945), Politiker (NSDAP)
- Eugen Braun (1903–1975), Landwirt und Politiker (ZENTRUM, CDU)
- Edith Székely (1909–2012), schwedische Psychoanalytikerin deutsch-jüdischer Herkunft
- Klaus Sinn (* 1936), deutscher Fußballspieler und -trainer (SV Waldhof Mannheim)
- Klaus Doppler (* 1939), deutscher Manager-Trainer, Organisationsberater und Autor

### Personen, die vor Ort gewirkt haben
- Ursula „Uschi“ Eid (* 1949), Politikerin (Bündnis 90/Die Grünen), von 1998 bis 2005 parlamentarische Staatssekretärin bei der Bundesministerin für wirtschaftliche Zusammenarbeit und Entwicklung, seit 2015 Präsidentin der Deutschen Afrika Stiftung.
- Freddy Heß (* 1964), ehemaliger Fußballspieler, trainierte zeitweilig den örtlichen Fußballverein
- Stefan Mees (* 1969), Fußballspieler, spielte in seiner Jugend und später als Erwachsener beim TB Jahn Zeiskam
- Susanne Erdmann, seit 1993 Trägerin des Verdienstorden des Landes Rheinland-Pfalz
- Julia Brauweiler (* 1985), Springreiterin, wurde 2005 vor Ort deutsche Meisterin der Jungen Reiter